# La maquinaria de la libertad
La maquinaria de la libertad: Guía para un capitalismo radical (The Machinery of Freedom: Guide to a Radical Capitalism) es un  libro escrito por el economista David D. Friedman que esboza los medios por los que una sociedad puede funcionar sin Estado y estudia las posibilidades del Derecho en una sociedad sin Estado. Es uno de los libros más influyentes en la literatura anarcocapitalista. Desde su concepción consecuencialista o utilitarista esboza un sistema de mercado capitalista genuinamente libre y útil, que funcione en beneficio de la mayoría de la población, una suerte de "capitalismo popular".
Escrito en 1971, y publicada su primera edición en 1973, una segunda 1978 y con otra edición de 1989. Fue publicada en castellano, tanto en tapa blanda com en tapa dura, en 2012 gracias a la Editorial Innisfree, editorial especializada en la publicación de libros anarcocapitalistas, anarcoindividualistas y libertarios. El "Análisis del Instituto de Asuntos Públicos" la incluyó en una lista del  "Top 20 de libros que debe leer antes de morir."

## Argumento
El libro hace un llamamiento a la abolición o a la privatización (en libre competencia) de todas las funciones gubernamentales, detalla sugerencias para muchos casos concretos de la privatización, explora las consecuencias del pensamiento libertario, los ejemplos de la sociedad libertaria (como la Mancomunidad Islandesa), y ofrece la declaración personal del autor acerca de la razón por la que se convirtió en anarquista. Los temas abordados en el libro incluyen la privatización de la ley (tanto la legislación y su aplicación), y el espinoso problema de la prestación de bienes públicos (como la defensa nacional) en una sociedad puramente libertaria. El enfoque y conclusiones de Friedman son anarcocapitalistas.
Mientras que la mayoría de los anarcocapitalistas son deontológicos y argumentan en términos de derechos naturales, Friedman sostiene que las consecuencias del anarcocapitalismo serán beneficiosas para la gran mayoría, incluidos los pobres. Friedman rechaza el utilitarismo como patrón último para determinar lo que debe hacerse y lo que no, pero considera que los argumentos de esta clase son en general los más eficaces para defender la doctrina libertaria. La gente tiene ideas muy diversas acerca de lo que es justo, sin embargo la mayoría coincide en que la felicidad y la prosperidad son propósitos deseables.

### Estrategia política
La estrategia de Friedman para pasar de la situación actual al anarcocapitalismo es pragmática en espíritu, por medio de la promoción de un cambio incremental (evolucionario). Por ejemplo, está a favor de la introducción de bonos de educación, como preludio a la privatización libre del sistema escolar, y la descentralización de la policía como un primer paso similar para la defensa privatizada.
Así mismo cuestiona al movimiento liberal libertario clásico americano, tanto al minarquismo como a los partidarios de partidos libertarios ya que lo que implica la presencia de un Estado minimalista, con el monopolio del derecho, inevitablemente tenderá a la corrupción en el largo o corto plazo, por razones praxéologicas apoyadas por ejemplos. Sugiere que en lugar de subvertir el funcionamiento del Estado, como propone Rothbard, el establecimiento de una sociedad sin Estado se realiza mediante el desarrollo de la competencia de los ciudadanos en todos los servicios ofrecidos por el gobierno, citando las empresas de arbitraje que utilizan cada vez más importantes empresas norteamericanas como una alternativa al sistema judicial.

## Ley de Friedman
En este libro de Friedman afirma el famoso principio de que todo lo realizado por el gobierno cuesta por lo menos dos veces más que su equivalente privado. Ilustra esta "ley" con varios ejemplos, como el conocido del Servicio Postal de los Estados Unidos que fue desafiado por la empresa de correos ALMC por un precio inferior a la mitad. La ley de Friedman provoca acalorados debates, la investigación empírica es todavía inconclusa.